# Deborah Kerrová
Deborah Kerrová, celým jménem Deborah Jane Kerr-Trimmer, CBE (30. září 1921 Glasgow – 16. října 2007 Botesdale) byla skotská herečka.
Absolvovala herecké kursy, které provozovala její teta, začínala jako baletka v Sadler's Wells Theatre. V roce 1941 hrála menší roli ve filmové adaptaci hry Gerge Bernarda Shawa Major Barbara a od roku 1943 účinkovala v Cambridge Theatre. V roce 1944 uzavřela kontrakt se společností Metro-Goldwyn-Mayer. V americké kinematografii se díky britskému přízvuku a noblesnímu vystupování uplatnila především v rolích dam z vyšší společnosti. Šestkrát byla nominována na Oscara za nejlepší ženský herecký výkon v hlavní roli (1950 za Edward, My Son, 1954 za Odsud až na věčnost, 1957 za Král a já, 1958 za Bůh to vidí, pane Allisone, 1959 za Oddělené stoly a 1961 za Poutníci za sluncem), cenu však nikdy nezískala. V roce 1957 získala Zlatý glóbus za film Král a já, v letech 1947, 1957 a 1960 byla oceněna New York Film Critics Circle Award a za film Oddělené stoly získala v roce 1959 Donatellova Davida pro nejlepší neitalskou herečku. V roce 1986 byla zvolena do Britského filmového institutu a v roce 1994 převzala Čestného Oscara.
Byla dvakrát provdána: za leteckého důstojníka Anthony Bartleyho (1945–1959) a za scenáristu Petera Viertela (1960–2007). Měla dvě dcery. Zemřela ve věku 86 let na Parkinsonovu nemoc.